# Landtagswahl in Niederösterreich 1919
- SDAPDÖ: 62
- PSDČ: 3
- CS: 47
- DN: 7
- ND: 1

Die Landtagswahl in Niederösterreich 1919 wurde am 4. Mai 1919 durchgeführt und war die erste Landtagswahl in Niederösterreich nach dem Ende des Ersten Weltkriegs, wobei Wien zu diesem Zeitpunkt noch Teil Niederösterreichs war. Bei der Wahl konnte die Sozialdemokratische Arbeiterpartei Deutschösterreichs (SDAPDÖ) 46,7 % erzielen und erreichte mit 62 von 120 Mandaten die absolute Mandatsmehrheit. Den zweiten Platz belegte die Christlichsoziale Partei (CSP), die bei einem Stimmenanteil von 36,8 % den Anspruch auf 47 Mandate erhielt. Zudem zog mit 7,5 % die Deutschnationale Partei in den Landtag ein. Den Einzug in den Landtag erreichte zudem die Partei der sozialdemokratischen und demokratischen Tschechoslowaken (PSDČ) mit einem Stimmenanteil von 4,6 % und drei Mandaten und die Nationaldemokraten mit 1,3 % und einem Mandat. Die übrigen Parteien scheiterten am Einzug in den Landtag.
Der Niederösterreichische Landtag der letzten gemeinsamen Periode konstituierte sich in der Folge am 20. Mai 1919 und wählte noch am selben Tag die Landesregierung Sever zur neuen Niederösterreichischen Landesregierung.

## Wahlergebnis
|                                                                       | Ergebnisse 1919 | Ergebnisse 1919 | Ergebnisse 1919 |
| --------------------------------------------------------------------- | --------------- | --------------- | --------------- |
|                                                                       | Stimmen         | %               | Mand.           |
| Gültig                                                                | 1.247.274       |                 |                 |
| Partei                                                                |                 |                 |                 |
| Sozialdemokratische Arbeiterpartei Deutschösterreichs (SDAPDÖ)        | 582.202         | 46,68 %         | 62              |
| Christlichsoziale Partei (CSP)                                        | 458.425         | 36,75 %         | 47              |
| Deutschnationale (DN)                                                 | 93.809          | 7,52 %          | 7               |
| Partei der sozialistischen und demokratischen Tschechoslowaken (PSDČ) | 57.629          | 4,62 %          | 3               |
| Nationaldemokraten                                                    | 16.183          | 1,30 %          | 1               |
| Vereinigte demokratische Parteien                                     | 19.248          | 1,54 %          | 0               |
| Jüdischnationale Partei                                               | 13.830          | 1,11 %          | 0               |
| Schutzverband deutscher Kriegsteilnehmer                              | 5.237           | 0,42 %          | 0               |
| Deutschösterreichische Volkspartei                                    | 711             | 0,06 %          | 0               |
| Gesamt                                                                | 1.247.274       | 100,00 %        | 120             |